# Beneath a Steel Sky
Beneath a Steel Sky är ett cyberpunk science fiction- äventyrsspel från 1994, utvecklat av den brittiska spelstudion Revolution Software och utgivet av Virgin Interactive Entertainment för MS-DOS och Amiga. Spelets släpptes som freeware år 2003 och dess källkod gjordes samtidigt tillgängligt helt fritt. Beneath a Steel Sky utspelar sig i en dystopisk framtid, där spelaren antar rollen som Robert Foster, en man som föddes i Union City men blev som barn strandsatt i en ödemark kallat "the Gap" och adopterades av en grupp lokala aboriginer. Efter flera år i ett liv i vildmarken anländer beväpnade säkerhetsvakter, dödar lokalbefolkningen och tar med sig Robert tillbaka till Union City. Han rymmer och avslöjar snart den korruption som ligger i hjärtat av samhället.
Spelets ursprungliga titel var Underworld och var ett samarbete mellan spelregissören Charles Cecil och serietecknaren Dave Gibbons. Spelet kostade £40 000 att utveckla. Cecil var ett fan av Gibbons arbete och närmade sig honom med idén om ett datorspel. Spelet har en humorfylld dialog men har samtidigt en allvarlig samhällskritisk ton vilket är ett resultat av Cecils och författaren Dave Cummins önskan att hitta en medelväg mellan allvaret i Sierras och komedin i LucasArts äventyrsspel. Spelets byggdes med hjälp av Revolutions Virtual Theatre-motor, som först användes i Revolutions debutspel Lure of the Temptress från 1992.
Beneath a Steel Sky möttes av positiva recensioner vid tiden för sin utgivning och betraktas som en kultklassiker och Revolutions främsta spel tillsammans med Broken Sword: The Shadow of the Templars. En uppgraderad nyutgåva släpptes för iOS 2009 som Beneath a Steel Sky Remastered. Uppföljaren Beyond a Steel Sky gavs ut juni 2020.

## Spelupplevelse
Beneath a Steel Sky är ett 2D-äventyrsspel som spelas ur ett tredjepersonsperspektiv. Spelaren använder ett peka-klicka-gränssnitt för att interagera med omgivningen och för att styra huvudpersonen Robert Foster genom spelets värld. För att lösa gåtor och göra framsteg i spelet samlar spelaren olika föremål som kan kombineras med varandra, användas på omgivningen eller ges till Icke-spelbar figurer (NPC:er). Huvudpersonen samtalar med NPC:er via dialogträd för att lära sig om spelets värld och handling. Ledtrådar och annan information ges genom att klicka på föremål i inventariet och på objekt i omgivningen. Till skillnad från många äventyrsspel från den här tiden är det möjligt att huvudpersonen dör, varefter spelaren börjar om från den senaste sparpunkten. I den uppgraderade nyutgåvan från 2009 ersättas peka-och-klicka-gränssnittet med ett så kallat "touch user interface" och ett system för inbyggda ledtrådar.

## Handling
I en animerad sekvens i spelets direkta början berättas bakgrundshistorien om huvudpersonen Robert. Som ung pojke blev han den enda överlevande efter ett helikopterhaveri i ett ingenmansland, där han snart adopteras av en grupp människor som lever utanför samhället. I slutet av den animerade sekvensen blir Robert tillfångatagen av polisen och spelet börjar i en polishelikopter. Helikoptern havererar mitt i staden och spelaren flyr ut på stadens gator.
Mycket av spelet baseras på en flykt undan polisen och ofta måste han lura, ljuga eller ta sig undan från polisen.

## Publiceringshistoria
År 2003 släpptes Beneath a Steel Sky som freeware. Tillsammans med ScummVM, ett emulatorprogram, kan man spela spelet på modernare datorer. Även programmet finns tillgängligt utan kostnad.
2009 kom en nyutgåva för Iphone samt Ipod Touch med undertiteln Remastered och skillnaderna mot originalet omfattar bland annat bättre ljudkvalité på musik samt röster, ett kontextkänsligt tipssystem samt helt nya, animerade filmer som för historien framåt - gjorda av Dave Gibbons.